# Chiesa di Santa Maria (Stralsund)
La chiesa di Santa Maria, in tedesco Marienkirche è la chiesa maggiore di Stralsund, in Germania.

## Storia e descrizione

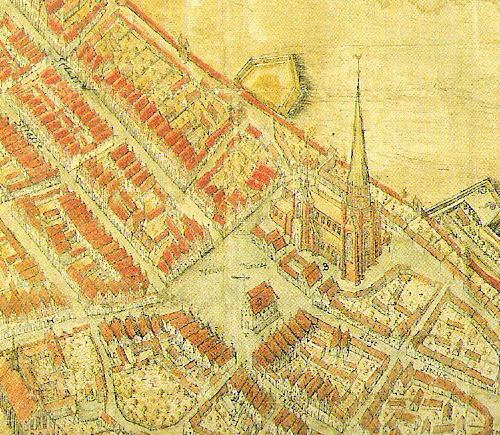
La Marienkirche poco prima del crollo della guglia. Da Sciagrapiha civitatis Stralsundensis Pomerania 1647, mappa della città anseatica di Stralsund

Citata già in documenti del 1298, anche se in seguito fu oggetto di molte e profonde trasformazioni, rappresenta un notevole esempio di tarda architettura gotica, si compone di una basilica a tre navate con transetto e campanile ottagonale coronato da una lanterna aggiunta successivamente, nel periodo barocco. Da questa torre campanaria, alta 104 metri, si gode una notevole vista sulla città e sul mare.
La copertura originale del campanile medievale non era però la lanterna, ma una guglia ben più alta, completata nel 1478. Essa misurava ben 142 metri di altezza ed era ricoperta in rame. Grazie a questa ardita costruzione, la chiesa si trovò a diventare da un giorno all'altro l'edificio più alto del mondo: infatti il monumento ebbe il primato in seguito ad un incendio che aveva danneggiato la torre della chiesa di Sant'Olav a Tallinn, una costruzione che in origine vantava un'altezza maggiore. 
La chiesa tedesca rimase la più alta del mondo fino al 1647, anno in cui toccò più o meno la stessa sorte anche al suo campanile.

## Organo
La chiesa conserva un pregevole organo monumentale.